# Keith Armstrong (Autor)

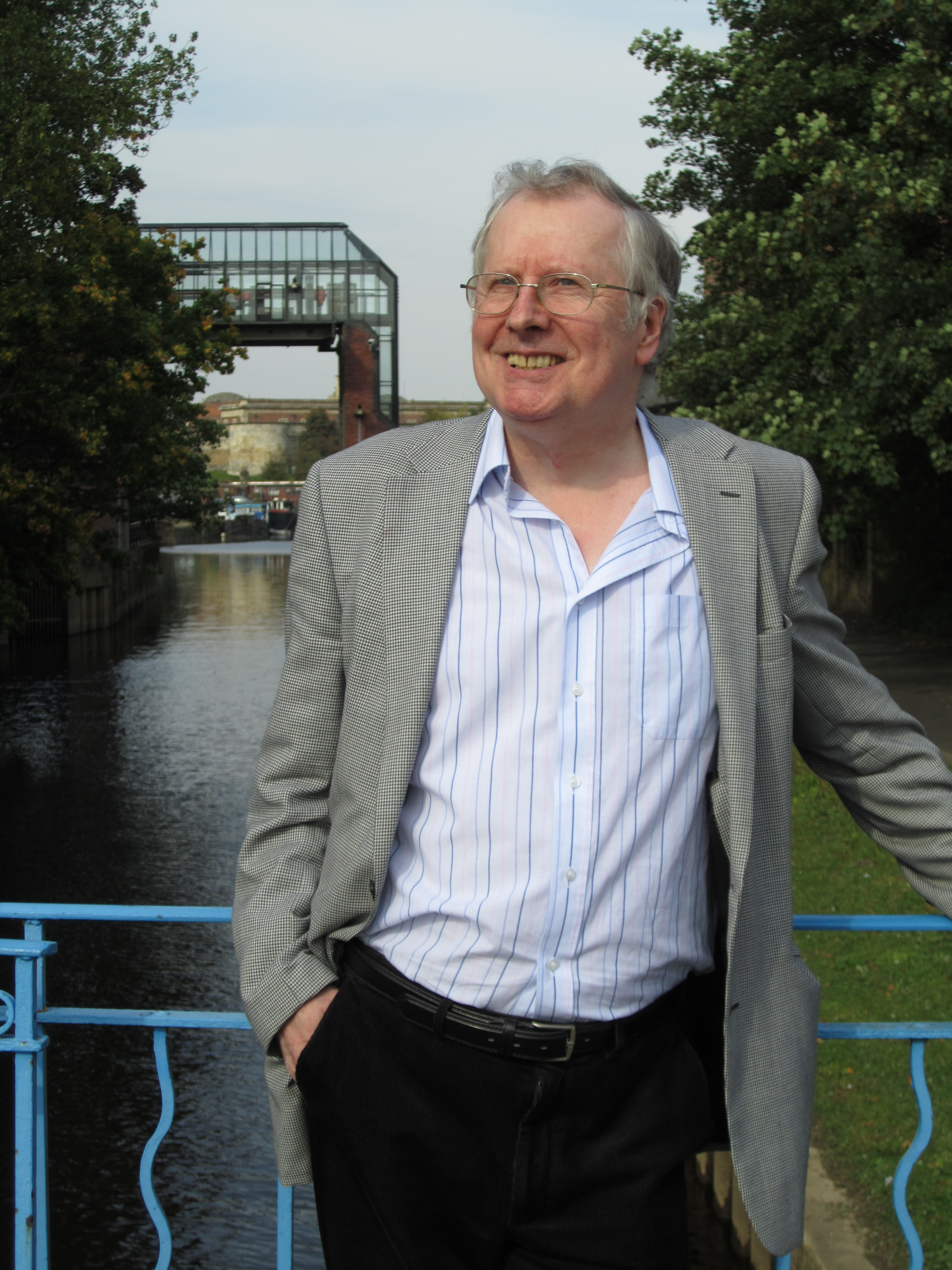
Keith Armstrong (2010)

Keith Armstrong (* 25. Juni 1946 in Heaton, Newcastle upon Tyne) ist ein englischer Autor und Dichter.

## Werdegang
Armstrong wurde in Heaton, einem Vorort von Newcastle upon Tyne, geboren und wuchs dort auf. Später lebte er in Whitley Bay in North Tyneside. Armstrong arbeitete zunächst als Bibliothekar und ab 1980 in der kulturellen Stadtentwicklung in Peterlee und im County Durham. Seit 1986 ist er als selbstständiger Schriftsteller tätig und Organisator zahlreicher kultureller Projekte und Veranstaltungen in der gesamten Region North East England.
Später nahm er ein Studium an der University of Durham auf, wo er 1995 mit einem Bachelor in Soziologie und 1998 mit einem Master über die regionale Kultur in North East England abschloss. 2007 wurde er in Durham mit einer Arbeit über den ebenfalls aus Heaton bei Newcastle stammenden Schriftsteller Jack Common promoviert.
In Durham engagiert sich Armstrong unter anderem für die Städtepartnerschaften sowie den kulturellen Austausch insbesondere mit Tübingen und Nordenham in Deutschland, Ivry-sur-Seine und Amiens in Frankreich und Groningen in den Niederlanden.
Seine Gedichte erschienen unter anderem in Zeitschriften wie dem New Statesman, The Poetry Review, Aesthetica oder dem Poetry Salzburg Review und wurden zum Teil auch in die deutsche, italienische, isländische, niederländische, russische und tschechische Sprache übersetzt. Darüber hinaus fungierte er als Herausgeber einiger Bücher zur Lokalgeschichte in Nordostengland.
Seit 2007 befindet sich eine Sammlung seines Werks und anderer archivarischer Materialien seiner Tätigkeit ab 1967 als Vorlass in der entsprechend benannten Keith Armstrong Collection der Bibliothek der University of Durham.

## Werke (Auswahl)
Gedichtbände:
- Wallington Morning. Wild Boar Books, Lincoln 2017.
- The Month of the Asparagus: Selected Poems by Keith Armstrong. Ward Wood Publishing, London 2011.
- Splinters: Poems by Keith Armstrong. Hill Salad Books, London 2011.
- Imagined Corners. Smokestack Books, Middlesbrough 2004.
- The Jingling Geordie: Selected Poems 1970–1990. Rookbook, Edinburgh 1990.

Sachbücher:
- Common words and the wandering star: a biographical study of culture and social change in the life and work of writer Jack Common (1903–1968). University of Sunderland Press 2009.
- als Herausgeber: The Town Of Old Hexham. An Historical Miscellany In Words And Pictures. The People’s History, Durham 2002.
- Bless'd Millennium: The Life and Work of Thomas Spence. Northern Voices, Whitley Bay 2000.
- als Herausgeber: The Big Meeting: Peoples View of the Durham Miners' Gala. Trade Union Printing Services, 1994.